# Eventyret om Askepot
Eventyret om Askepot er en britisk romantisk fantasy-film instrueret af Kenneth Branagh fra 2015, efter manuskript skrevet af Chris Weitz. Produceret af David Barron, Simon Kinberg og Allison Shearmur for Walt Disney Pictures, historien inspireret af eventyret Askepot af Charles Perrault (med nogle referencer fra Brødrene Grimm 's version af historien). Selvom det ikke er et direkte remake, låner filmen mange elementer fra Walt Disneys animerede film af samme navn fra 1950. 
Filmen har Lily James i hovedrollen som Ella ("Askepot"), Cate Blanchett som Lady Tremaine (den onde stedmoder), Richard Madden som Prince Charming, Sophie McShera som Drizella, Holliday Grainger som Anastasia og Helena Bonham Carter som Den gode fe.
Filmen havde verdenspremiere den 13. februar 2015 ved den 65. internationale filmfestival i Berlin og havde dansk biografpremiere den 12. marts, 2015. Filmen fik positive kritiske anmeldelser og har indtjent mere end 256 millioner dollars på verdensplan.

## Handling
Den unge Ella vokser op med en kærlig mor og far, der lærer hende, at det vigtigste i livet er at være et godt og modigt menneske. Efter morens død gifter Ellas far sig igen. Ivrig efter at støtte sin far, byder Ella sin nye stedmor og stedsøstre Anastasia og Drisella velkommen i familiens hjem. Men da Ellas far uventet dør, finder hun pludselig sig selv i en ondsindet ny families nåde. Overgivet til at være en sølle tjenestepige dækket af aske, med det hadefulde nye navn Askepot, kunne Ella meget let opgive alt håb, men alligevel er hun fast besluttet på, at ære sin mors ord på dødslejet: "Fat mod og vær venlig". Hun nægter at fortvivle og vil ikke foragte dem, der mishandler hende. Og så er der den flotte fremmede hun møder i skoven... Intetanende om, at han er en rigtig prins og ikke bare en lærling fra slottet, føler Ella endelig hun har mødt en åndsfrænde. Det lader til hendes held er ved at vende, da slottet inviterer alle unge piger til bal. Ella håber på at møde den charmerende Kit igen, men ak, hendes stedmor forbyder hende at tage af sted og river Ellas kjole i stykker. Men som i alle gode eventyr, er hjælpen på vej da en venlig tiggerkone dukker op. Den gode fe forvandler de tjavsede klæder til en smuk kjole og giver den godmodige pige mulighed for at komme med ind til ballet... Hun skal blot huske, at fortryllelsen ophæves ved midnat.

## Medvirkende
- Lily James som Askepot
- Richard Madden som Prince Charming / Prinsen på den hvide hest
- Cate Blanchett som Lady Tremaine / Stedmoderen
- Helena Bonham Carter som Den gode fe
- Nonso Anozie som Kaptajn
- Stellan Skarsgårdsom Storhertugen
- Holliday Grainger som Anastasia Tremaine/ Frederikke
- Sophie McShera som Drizella Tremaine/ Mathilde
- Derek Jacobi som Kongen
- Ben Chaplin som Askepots far
- Hayley Atwell som Askepots mor

### Danske stemmer
- Sofie Topp-Duus som Askepot
- Johannes Nymark som Prinsen / Prince Charming
- Stine Stengade som Stedmoderen
- Sofie Gråbøl som Den gode fe
- Simon Duus som Kaptajn
- Tom Jensen som Storhertugen
- Christine Sonnich Andersen som Frederikke
- Heidi Scheibye som Mathilde
- Waage Sandø som Kongen
- Peter Jorde som Askepots far
- Cecilie Stenspil som Askepots mor